# 오프스프링
오프스프링(The Offspring)은 1984년 결성된 미국의 펑크 록 밴드이다. 1994년에 발매된 음반 《Smash》의 큰 성공으로 인기를 얻게 되었으며, 전 세계적으로 3,200만 장 이상의 음반 판매고를 올렸다.

## 역사

### 결성과 초기(1984년 ~ 1993년)
오프스프링은 1984년, 고등학교 학생이었던 기타리스트 덱스터 홀랜드와 베이시스트 그렉 크리셀이 결성한 밴드 매닉 서브사이덜(Manic Subsidal)로부터 시작되었다. 더그 톰프슨(Doug Thompson)이 보컬로 밴드에 합류하였으며, 드러머는 톰프슨의 친구인 짐 벤턴(Jim Benton)이 맡았다. 또한 그 고등학교에서 일하고 있던 케빈 누들스 와서맨(Kevin 'Noodles' Wasserman)도 멤버로 합류하였는데, 그가 밴드에 합류할 수 있었던 이유는 나이가 어렸던 다른 멤버들 대신 술을 구해줄 수 있었기 때문이라고 한다. 얼마 되지 않아 벤턴과 톰프슨이 밴드를 탈퇴한 이후에는 덱스터가 보컬을 맡게 되었으며, 제임스 릴리아(James Lilja)가 드러머로 합류하였다. 매닉 서브사이덜은 1985년에 밴드 이름을 "오프스프링(The Offspring)"으로 바꾸었다.
1987년, 오프스프링은 첫 번째 싱글 〈Blackball/I'll Be Waiting〉을 발매하였다. 싱글이 발매되고 얼마 후, 릴리아가 학업을 위해 밴드를 탈퇴하였으며, 론 웰티(Ron Welty)가 그의 자리를 대신하였다. 오프스프링은 1988년 네메시스 레코드와 계약을 맺고, 프로듀서 톰 윌슨(Thom Wilson)과 함께 데뷔 음반 《The Offspring》을 제작하여 1989년에 발매하였다. 이 음반은 당시 12" 레코드로 한정된 수량만이 발매되었으며, CD 버전은 1995년에야 발매되었다. 1991년에는 톰 윌슨과 함께 EP 《Baghdad》를 제작하여 발표하였으며, 후에 에피타프 레코드와 계약을 맺은 밴드는 1992년에 두 번째 정규 음반 《Ignition》을 발표하였다.

### 대중적 성공(1994년 ~ 2002년)
1994년, 오프스프링은 이들의 음반 중 가장 높은 판매고를 올린 음반 《Smash》를 발매하였다. 《Smash》는 빌보드 200 차트 4위에 올랐으며, 싱글 〈Come Out and Play〉, 〈Self Esteem〉, 〈Gotta Get Away〉도 줄줄이 히트를 치면서 큰 성공을 거두었다. 《Smash》의 성공으로 많은 수입을 올린 이들은 첫 음반 《The Offspring》의 권리를 구입하였다. 홀랜드와 크리셀은 음반사 니트로 레코드를 설립하였으며, 권리를 구입한 데뷔 음반 《The Offspring》을 니트로 레코드를 통해 재발매하였다. 니트로 레코드는 AFI, 반달스, 거터마우스 등의 밴드들과 계약을 맺어나갔다. 얼마 후부터는 덱스터 혼자 니트로 레코드를 소유하게 되었다.
얼마 후 오프스프링은 에피타프 레코드를 떠나 컬럼비아 레코드와 새로 계약을 맺었다. 《Smash》의 투어 공연을 마친 오프스프링은 다음 음반 작업에 착수하였으며, 1997년 2월에 《Ixnay on the Hombre》를 발매하였다. 이번 음반은 《Smash》만큼 성공적이지는 못했지만, 빌보드 200 차트 9위에 올랐다. 이 음반은 에피타프 레코드에 속해 있던 밴드들이 표방하던 정치적인 펑크 테마를 벗어나, 〈All I Want〉, 〈Gone Away〉, 〈I Choose〉등과 같은 주류 음악을 좀 더 많이 담았다. 〈I Choose〉의 뮤직 비디오는 덱스터 홀랜드가 직접 감독을 맡아 제작하기도 하였다.
1998년에는 다섯 번째 음반 《Americana》를 발매하였다. 이 음반은 미국 음반 차트 2위에 오르며 지난 음반 《Ixnay on the Hombre》보다 큰 성공을 거두었으며, 싱글 중에서는 〈Preety Fly (for a White Guy)〉, 〈Why Don't You Get a Job〉이 좋은 성적을 거두었다. 1999년 7월에는 우드스톡 1999 공연에 참가하였다.
2000년에는 여섯 번째 음반 《Conspiracy of One》을 발매하였다. 인터넷에서 음악을 다운 받는 데에 긍정적인 입장이었던 오프스프링은 공식 웹사이트를 통해 전곡을 공개하고자 하였으나, 컬럼비아 레코드가 법적으로 대응하려 하자 첫 번째 싱글인 〈Original Prankster〉만을 공개하였다. 오프스프링은 밴드 웹사이트에서 냅스터의 로고가 새겨진 티셔츠를 팔아 판매금을 냅스터의 제작자 숀 패닝에게 기부하기도 하였다.

### 론 웰티 탈퇴 이후(2003년 ~ 현재)
2003년, 오랜 기간 동안 드러머를 맡아 온 론 웰티가 밴드 스테디 그라운드의 활동을 위해 오프스프링을 탈퇴하였다. 같은 해에 오프스프링은 일곱 번째 음반 《Splinter》를 발매하였다. 비어 있던 드러머의 자리는 조시 프리즈(Josh Freese)가 맡아 음반을 제작하였으며, 나중에 정식 드러머로 아톰 윌라드(Atom Willard)가 발표되었다. 2005년에는 1994년부터 2003년까지 오프스프링의 히트곡들을 수록한 컴필레이션 음반 《Greatest Hits》를 발매하였다. 같은 해 여름 오프스프링은 반스 워프드 투어에 처음으로 참가하였으며, 《Greatest Hits》 세계 투어 공연 이후에는 휴식기를 가졌다. 휴식기 동안 드러머 아톰 윌라드는 톰 델론지의 밴드인 에인절스 & 에어웨이브스(Angels & Airwaves)에 드러머로 채용되었으며, 이들은 2006년에 데뷔 음반 《We Don't Need to Whisper》를 발매하였다.
2007년 7월 27일, 세이브스 더 데이(Saves the Day)의 드러머였던 피트 퍼라다(Pete Parada)가 아톰 윌라드를 대신할 새로운 멤버로 발표되었다. 하지만 그는 《Rise and Fall, Rage and Grace》의 제작에는 참여하지 않았으며, 《Splinter》에 참여하였던 조시 프리즈가 다시 참여하였다. 오프스프링은 2007년 8월에 열린 일본의 서머 소닉, 2008년 6월에 열린 다운로드 페스티벌과 록 암 링 등 다수의 공연에 참가하였다. 밥 록이 프로듀싱을 맡은 여덟 번째 정규 음반 《Rise and Fall, Rage and Grace》는 2008년 6월에 발매되었으며, 첫 싱글로 〈Hammerhead〉가 앞서 5월에 공개되었다.

## 구성원
- 덱스터 홀랜드(Dexter Holland) - 보컬, 리듬 기타
- 누들스(Kevin "Noodles" Wasserman) - 리드 기타, 배킹 보컬
- 그렉 크리셀(Greg Kriesel) - 베이스 기타, 배킹 보컬
- 피트 퍼라다(Pete Parada) - 드럼(2007년 ~ )

### 이전 멤버
- 더그 톰프슨(Doug Thompson) - 보컬(1984년)
- 짐 벤턴(Jim Benton) - 드럼(1984년)
- 제임스 릴리아(James Lilja) - 드럼(1984년 ~ 1987년)
- 론 웰티(Ron Welty) - 드럼(1987년 ~ 2003년)
- 아톰 윌라드(Atom Willard) - 드럼(2003년 ~ 2007년)
- 조시 프리즈(Josh Freese) - 드럼(《Splinter》, 《Rise and Fall, Rage and Grace》 음반에 참여)

## 음반 목록

### 정규 음반
| 발매 일자                                      | 음반명                            | 순위 | 순위 | 순위 |      |
| 발매 일자                                      | 음반명                            | 미국 | 영국 | 호주 | 일본 |
| ---------------------------------------------- | --------------------------------- | ---- | ---- | ---- | ---- |
| 1989년(오리지널 버전) 1995년 11월 21일(재발매) | 《The Offspring》                 | -    | -    | -    | -    |
| 1992년 10월 16일                               | 《Ignition》                      | -    | -    | -    | -    |
| 1994년 4월 19일                                | 《Smash》                         | 4    | 21   | -    | -    |
| 1997년 2월 4일                                 | 《Ixnay on the Hombre》           | 9    | 17   | -    | -    |
| 1998년 11월 17일                               | 《Americana》                     | 2    | 10   | 1    | -    |
| 2000년 11월 14일                               | 《Conspiracy of One》             | 9    | 12   | 2    | -    |
| 2003년 12월 9일                                | 《Splinter》                      | 30   | 27   | 12   | 9    |
| 2008년 6월 17일                                | 《Rise and Fall, Rage and Grace》 | 10   | 39   | 7    | 1    |
| 2012년 6월 26일                                | 《Days Go By》                    |      |      |      |      |

### 컴필레이션 음반
- 《Greatest Hits》(2005년)

### EP
- 《Baghdad》(1991년)
- 《Club Me》(1997년)
- 《A Piece of Americana》(1998년)

### 싱글
| 연도 | 싱글                               | 차트 순위 | 차트 순위 | 차트 순위     | 차트 순위 | 음반                              |
| 연도 | 싱글                               | 핫 100    | 모던 록   | 메인스트림 록 | 영국      | 음반                              |
| ---- | ---------------------------------- | --------- | --------- | ------------- | --------- | --------------------------------- |
| 1987 | 〈Blackball〉/〈I'll Be Waiting〉  | -         | -         | -             | -         | 《The Offspring》                 |
| 1994 | 〈Come Out and Play〉              | -         | 1         | 10            | -         | 《Smash》                         |
| 1994 | 〈Self Esteem〉                    | -         | 4         | 7             | 37        | 《Smash》                         |
| 1995 | 〈Gotta Get Away〉                 | -         | 6         | 15            | 43        | 《Smash》                         |
| 1995 | 〈Smash It Up〉                    | -         | 16        | -             | -         | 《배트맨 포에버》 사운드트랙      |
| 1997 | 〈All I Want〉                     | -         | 13        | 18            | 31        | 《Ixnay on the Hombre》           |
| 1997 | 〈Gone Away〉                      | -         | 4         | 1             | -         | 《Ixnay on the Hombre》           |
| 1997 | 〈The Meaning of Life〉            | -         | -         | -             | -         | 《Ixnay on the Hombre》           |
| 1998 | 〈I Choose〉                       | -         | 24        | 5             | 42        | 《Ixnay on the Hombre》           |
| 1998 | 〈Pretty Fly (For a White Guy)〉   | 53        | 3         | 5             | 1         | 《Americana》                     |
| 1999 | 〈Why Don't You Get a Job?〉       | 74        | 4         | 10            | 2         | 《Americana》                     |
| 1999 | 〈The Kids Aren't Alright〉        | -         | 6         | 11            | 11        | 《Americana》                     |
| 1999 | 〈She's Got Issues〉               | -         | 11        | 19            | 41        | 《Americana》                     |
| 2000 | 〈Original Prankster〉             | 70        | 2         | 7             | 6         | 《Conspiracy of One》             |
| 2001 | 〈Want You Bad〉                   | -         | 10        | 23            | 15        | 《Conspiracy of One》             |
| 2001 | 〈Million Miles Away〉             | -         | -         | -             | 21        | 《Conspiracy of One》             |
| 2001 | 〈Defy You〉                       | 77        | 8         | 8             | -         | 《Orange County》 사운드트랙      |
| 2003 | 〈Hit That〉                       | 64        | 1         | 6             | 11        | 《Splinter》                      |
| 2004 | 〈(Can't Get My) Head Around You〉 | -         | 6         | 16            | 48        | 《Splinter》                      |
| 2004 | 〈Spare Me the Details〉           | -         | -         | -             | -         | 《Splinter》                      |
| 2005 | 〈Can't Repeat〉                   | -         | 9         | 10            | -         | 《Greatest Hits》                 |
| 2005 | 〈Next to You〉                    | -         | -         | 29            | -         | 《Greatest Hits》                 |
| 2008 | 〈Hammerhead〉                     | -         | 2         | 8             | -         | 《Rise and Fall, Rage and Grace》 |
| 2008 | 〈Kristy, Are You Doing OK?〉      | -         | 7         | 38            | -         | 《Rise and Fall, Rage and Grace》 |
| 2008 | 〈You're Gonna Go Far, Kid〉       | 63        | 1         | 10            | -         | 《Rise and Fall, Rage and Grace》 |
| 2009 | 〈Half-Truism〉                    |           | 21        | 30            | -         | 《Rise and Fall, Rage and Grace》 |